# 2019-es baleári-szigeteki regionális választás
A 2019-es baleári-szigeteki regionális választást 2019. május 26-án tartották, egy napon az európai parlamenti választásokkal valamint a spanyol helyhatósági választásokkal is.

## Választási rendszer
A választáson Baleári szigetek parlamentjének képviselőit választják meg. A parlament egykamarás, jogait pedig a Baleár-szigeteki státuszegyezmény tartalmazza, amely a spanyol alkotmány regionális és kormány közti hatalommegosztást definiálja.
A választáson általános szavazójog érvényesül. A választáson 18 éven felüli, baleári-szigeteki lakcímmel rendelkező, spanyol állampolgár szavazhat. A külföldön élő baleáriaknak a szavazás előtt regisztrálniuk kell magukat és az "expat szavazatokhoz" kerülnek a szavazataik. A regionális parlament 59 mandátumát D'Hondt-módszer szerint zárt, listás, arányos képviseleti szavazáson választják meg. A bejutási küszöb 5%-os. A szigeteket többmandátumos választókerületekre osztották fel, lakosságarányuk szerint: Mallorcának 33, Menorcának 13, Ibizának 12 és Formenterának 1 mandátum került kiosztásra.

## Pártok és jelöltek
| Választási lista | Választási lista    | Pártok és jelöltek | Listavezető | Listavezető        | Ideológia                                                           | Előző választás eredménye | Előző választás eredménye | Kormányon | Ref.        |
| Választási lista | Választási lista    | Pártok és jelöltek | Listavezető | Listavezető        | Ideológia                                                           | Szavazatok (%)            | Elnyert mandátumok        | Kormányon | Ref.        |
| ---------------- | ------------------- | --- | ----------- | ------------------ | ------------------------------------------------------------------- | ------------------------- | ------------------------- | --------- | ----------- |
|                  | PSOE                | Lista - Citizens–Party of the Citizenry (Cs) |             | Francina Armengol  | Szociáldemokrácia                                                   | 18.94%                    | 14                        | nem       | [ 1 ]       |
|                  | PP                  | Lista - Néppárt (PP) |             | Biel Company       | Konzervativizmus Kereszténydemokrácia                               | 28.31%                    | 20                        | igen      | [ 2 ]       |
|                  | Cs                  | Lista - Polgárok - A Polgárság Pártja (Cs) | -           | Marc Pérez-Ribas   | Liberalizmus                                                        | 6.39%                     | 2                         | nem       | -           |
|                  | Unidas Podemos      | Lista - Podemos (Podemos) - Egyesült Baloldal (IUCyL) – Kommunista Párt (PCCyL) – Hajnal- Marxista Szervezet (La Aurora (om)) – Republikánus Baloldal (IR) - Zöld Szövetség (AV) |             | Juan Pedro Yllanes | Baloldali populizmus Közvetlen demokrácia Demokratikus szocializmus | 16.40%                    | 10                        | nem       | [ 3 ]       |
|                  | Vox                 | Lista - Vox (Vox) | -           | Jorge Campos       | Jobboldali populizmus Ultranacionalizmus Nemzeti konzervativizmus   | 5.50%                     | 0                         | nem       | -           |
|                  | Többet Mallorcáért  | Lista - Mallorcai Szocialisták (UPL) |             | Miquel Ensenyat    | Baloldali nacionalizmus Demokratikus szocializmus Zöldpolitika      | 13.80%                    | 6                         | nem       | [ 4 ] [ 5 ] |
|                  | Ajánlat a Szigetnek | Lista - Ajánlat a Szigetnek (El Pi) |             | Jaume Font         | Regionalizmus Liberalizmus                                          | 7.35%                     | 3                         | nem       | [ 6 ] [ 6 ] |

2017 márciusában a Néppárt regionális szervezete a kongresszusán Biel Companyt választotta meg elnökként, aki a 2015-ben lemondott egykori regionális elnök José Ramón Bauzà utódja lett. 2019-ben ismét felkérte a Néppárt Bauzát hogy induljon elnök—jelöltként a regionális választáson, ám visszautasította ezt és emellett lemondott szenátori tisztségéről is. Egykori pártját azzal vádolta meg, hogy hagyták "elhinteni a katalán nacionalizmus magját" , amit a baloldali pártok kihasználnak. Később kiderült, hogy Bauzá a 2019-es európai parlamenti választáson indult el a Polgárok párt jelöltjeként.
2017 májusában a Több Menorcát mozgalom párttá alakult, 2018 júniusában Miquel Ensenyat lett a párt elnökjelöltje.

## Párt szlogenek
| Párt/Koalíció | Párt/Koalíció  | Katalán nyelvű szlogen        | Magyar fordítás                      | Ref.   |
| ------------- | -------------- | ----------------------------- | ------------------------------------ | ------ |
|               | PP             | « Ho farem bé »               | "A helyes útat tesszük meg"          | [ 7 ]  |
|               | PSIB–PSOE      | « Sempre endavant »           | "Mindig előre!"                      | [ 8 ]  |
|               | Unidas Podemos | « La vida en el centro »      | "A középpontban az élet"             | [ 9 ]  |
|               | Més            | « La teva decisió »           | "Te döntésed!"                       | [ 10 ] |
|               | El Pi          | « Ara toca Balears »          | "Eljött a Baleáriak ideje"           | [ 11 ] |
|               | MxMe           | « Tenim projecte. Som futur » | "Van egy projektünk. A jövő vagyunk" | [ 12 ] |
|               | Cs             | « ¡Vamos! »                   | "Gyerünk!"                           | [ 13 ] |
|               | GxF            | « Formentera en bones mans »  | "Formentera jó kezekben!"            | [ 14 ] |
|               | Vox            | « Tu voz en Baleares »        | "A te hangod a Baleári-szigeteken"   | [ 15 ] |